# 豊見城市立ゆたか小学校
豊見城市立ゆたか小学校（とみぐすくしりつ ゆたかしょうがっこう）は、沖縄県豊見城市豊見城にある公立小学校。

## 概要
- 本校は、上田小学校の分離校として開校した。

## 沿革
- 2012年（平成24年）2月1日 - 第1回豊見城市立学校通学区域審議会（諮問）を開催し、上田小学校の分離新設に伴う新たな通学区域の設定についての諮問を行った。
- 2013年（平成25年）
  - 3月19日 - 第3回豊見城市立学校通学区域審議会を開催（答申）し、上田小学校分離新設校の通学区域について「県営豊見城高層、とよみ、豊見城、国家公務員宿舎（豊見城住宅）、旭ケ丘、高安の一部（市道226号線付近を除く）」と決定する。
  - 10月3日 - 上田小学校分離新設校の合同安全祈願祭（起工式）挙行。
  - 12月12日 - 上田小学校分離新設校に係る校名候補選考会を設置し、第1回会議を開催。
  - 12月19日 - 市教育委員会会議において「豊見城市立ゆたか幼稚園」・「豊見城市立ゆたか小学校」の校名を決定。
- 2014年（平成26年）
  - 9月19日 - 豊見城市議会において豊見城市学校設置条例を改正し、公布。
  - 11月1日 - 学校教育委員会内に豊見城市立ゆたか小学校・幼稚園開校準備室設置。初代校長（園長併任）平田清美ら、教職員着任。
  - 12月2日 - 第1回ゆたか幼稚園・ゆたか小学校開園の開校準備会開催。
- 2015年（平成27年）
  - 2月17日 - 豊見城市立中央公民館中ホールにて、ゆたか小学校入学説明会開催。
  - 3月13日 - 豊見城市立ゆたか小学校内に開園・開校準備室を移動。
  - 3月20日 - 第1回豊見城市立ゆたか幼稚園小学校の開園・開校に係る保護者説明会開催。
  - 3月22日 - 第2回豊見城市立ゆたか幼稚園・小学校の内覧会開催。
  - 4月1日 - 豊見城市立ゆたか幼稚園・ゆたか小学校開園が開校。
  - 4月5日 - ゆたか幼稚園・ゆたか小学校開園・開校パレード・セレモニー開催。同日、記念式典を挙行し、祝賀会も開催。
  - 4月7日 - 最初の始業式挙行。この時点の児童数は、2学年～6学年の435名。
  - 4月8日 - 第1回入学式挙行。最初の新入生は93名。
- 2016年（平成28年）
  - 3月23日 - 第1回卒業式挙行。最初の卒業生は81名。
  - 3月24日 - 最初の修了式と離任式挙行。

## 通学区域
出典
- 字豊見城（全域）
- 字宜保（66番地1号、66番地4号～77番地8号）
- 宜保5丁目（全域）
- 字高安（1番地～314番地、315番地6号、315番地7号、316番地1号、316番地2号、325番地、328番地1号～336番地、344番地～353番地、354番地2号、355番地6号、360番地～362番地2号、363番地1号、363番地3号～377番地4号、386番地2号、387番地、389番地～411番地、412番地3号、415番地～482番地、485番地～501番地、503番地～507番地、509番地～511番地、513番地、517番地～530番地、549番地、551番地）

## 進学先中学校
出典
- 豊見城市立豊見城中学校

## 周辺
- 豊見城市立ゆたか幼稚園 - 同一敷地内で、かつ進級前幼稚園。
- 株式会社とよみプロジェクト ここいろ保育園 - 敷地が隣接、かつ進級前保育園。
- プロヴァンス音楽教室 - 敷地が隣接。
- 豊見城ゴルフ練習場 - 敷地が隣接。
- 沖縄県道7号奥武山米須線
- 豊見城市立豊見城中学校
- 豊見城市役所
- 豊見城市立上田小学校
- 豊見城市立上田こども園
- 饒波川

## アクセス
- 那覇バス101系統平和台安謝線・446系統那覇糸満線・105系統豊見城市内一周線で、「儀保入口」停留所下車後、
  - 糸満方面（446系統）・那覇バスターミナル方面（101系統）・保栄茂先回り（105系統）行のりばから、徒歩約310m・約5分。
  - 那覇バスターミナル方面（446系統）・具志営業所方面（101系統）・小禄先回り（105系統）行のりばから、徒歩約350m・約6分。
  - なお、学校校門⇔儀保入口停留所間は、直線距離で約40～70mと近いが、道路形状の関係で遠回りとなる。